# Bisbat de Mazatlán
El bisbat de Mazatlán (castellà: Diócesis de Mazatlán, llatí: Dioecesis Mazatlanensis) és una seu de l'Església Catòlica a Mèxic, sufragània de l'arquebisbat de Durango, i que pertany a la regió eclesiàstica Vizcaya-Pacifico. Al 2013 tenia 774.000 batejats sobre una població de 835.000 habitants. Actualment està regida pel bisbe Mario Espinosa Contreras.

## Territori
La diòcesi comprèn la part centre-meridional de l'estat mexicà de Sinaloa. Hi pertanyen els municipis d'Elota, Cosalá, San Ignacio, Concordia, Mazatlán, Rosario i Escuinapa.
La seu episcopal és la ciutat de Mazatlán, on es troba la catedral de Immaculada Concepció.
El territori s'estén sobre 19.105 km², i està dividit en 48 parròquies.

## Història
La diòcesi va ser erigida el 22 de novembre de 1958 mitjançant la butlla Qui hominum del Papa Joan XIII, prenent el territori dels bisbats de l'arquebisbat de Durango i del bisbat de Sinaloa (avui en dia bisbat de Culiacán).
El 10 de juny de 1968 cedí una porció del seu territori a benefici de l'erecció de la prelatura territorial d'El Salto.

## Cronologia episcopal
- Miguel García Franco † (18 de desembre de 1958 - 8 de març de 1981 mort)
- Rafael Barraza Sánchez (19 d'octubre de 1981 - 3 de març de 2005 jubilat)
- Mario Espinosa Contreras, des del 3 de març de 2005

## Estadístiques
A finals del 2013, la diòcesi tenia 774.000 batejats sobre una població de 835.000 persones, equivalent al 92,7% del total.
| any  | població | població | població | sacerdots | sacerdots       | sacerdots       | sacerdots             | diaques | religiosos | religiosos | parròquies |
| ---- | -------- | -------- | -------- | --------- | --------------- | --------------- | --------------------- | ------- | ---------- | ---------- | ---------- |
| any  | batejats | total    | %        | total     | clergat secular | clergat regular | batejats por sacerdot | diaques | homes      | dones      |            |
| 1965 | -        | 331.262  | -        | 51        | 42              | 9               | -                     |         | 9          | 110        | 21         |
| 1968 | 308.814  | 312.000  | 99,0     | 55        | 46              | 9               | 5.614                 |         | 9          | 115        | 18         |
| 1976 | 336.000  | 350.000  | 96,0     | 63        | 56              | 7               | 5.333                 |         | 8          | 164        | 22         |
| 1980 | 347.000  | 354.000  | 98,0     | 62        | 62              |                 | 5.596                 |         | 1          | 96         | 28         |
| 1990 | 597.000  | 615.812  | 96,9     | 76        | 68              | 8               | 7.855                 |         | 9          | 116        | 36         |
| 1999 | 660.680  | 710.411  | 93,0     | 75        | 65              | 10              | 8.809                 |         | 10         | 142        | 38         |
| 2000 | 671.400  | 722.007  | 93,0     | 76        | 66              | 10              | 8.834                 |         | 11         | 137        | 38         |
| 2001 | 682.100  | 733.445  | 93,0     | 76        | 68              | 8               | 8.975                 |         | 9          | 135        | 38         |
| 2002 | 692.000  | 744.177  | 93,0     | 84        | 77              | 7               | 8.238                 |         | 8          | 147        | 40         |
| 2003 | 702.171  | 755.023  | 93,0     | 80        | 73              | 7               | 8.777                 |         | 8          | 128        | 40         |
| 2004 | 711.691  | 765.248  | 93,0     | 77        | 70              | 7               | 9.242                 |         | 7          | 137        | 40         |
| 2013 | 774.000  | 835.000  | 92,7     | 87        | 79              | 8               | 8.896                 |         | 9          | 106        | 48         |